# Мьорс
Вижте пояснителната страница за други значения на Мьорс.
Град Мьорс (на немски: Moers) се намира на запад от Рурската област в Северен Рейн-Вестфалия, на левия бряг на река Рейн.
Площта на Мьорс е 67,69 км², населението към 31 декември 2010 г. – 105 506 жители, а гъстотата на населението – 1559 д/км².

## Побратимени градове
Между Мьорс и следните градове е сключен Договор за приятелство и сътрудничество:
|  | Държава   |  | Град         |
|  | --------- |  | ------------ |
|  | Франция   |  | Мезонз-Алфор |
|  | Франция   |  | Бапом        |
|  | Англия    |  | Ноусли       |
|  | Израел    |  | Рамле        |
|  | Германия  |  | Зелов        |
|  | Никарагуа |  | Ла Тринидад  |